# Clelia plumbea
Clelia plumbea är en ormart som beskrevs av Wied 1820. Clelia plumbea ingår i släktet Clelia och familjen snokar. Inga underarter finns listade i Catalogue of Life.
Arten förekommer i Brasilien i Amazonområdet samt fram till Atlanten och till Paraguay. Honor lägger ägg.